# 施唐黑克
施唐黑克（德語：Stangheck）是德国石勒苏益格－荷尔斯泰因州的一个市镇。总面积10.00平方公里，总人口220人，其中男性115人，女性105人（2011年12月31日），人口密度22人/平方公里。